# Pedataran (Gelumbang)
Pedataran is een bestuurslaag in het regentschap Muara Enim van de provincie Zuid-Sumatra, Indonesië. Pedataran telt 1505 inwoners (volkstelling 2010).